# Real Madrid Club de Fútbol 1955-1956
Questa voce raccoglie le informazioni riguardanti il Real Madrid Club de Fútbol nelle competizioni ufficiali della stagione 1955-1956.

## Rosa
| N. |                   | Ruolo | Calciatore              |
| -- | ----------------- | ----- | ----------------------- |
|    | Spagna (bandiera) | P     | Juan Alonso Adelarpe    |
|    | Spagna (bandiera) | P     | Javier Berasaluce       |
|    | Spagna (bandiera) | D     | Ángel Atienza           |
|    | Spagna (bandiera) | D     | José Becerril           |
|    | Spagna (bandiera) | D     | Rafael Lesmes           |
|    | Spagna (bandiera) | D     | Marquitos               |
|    | Spagna (bandiera) | D     | Joaquín Navarro Perona  |
|    | Spagna (bandiera) | D     | Joaquin Oliva           |
|    | Spagna (bandiera) | C     | José María Zárraga      |
|    | Spagna (bandiera) | C     | Luis Molowny            |
|    | Spagna (bandiera) | C     | Manuel Martínez Canales |
|    | Spagna (bandiera) | C     | Ramón Marsal            |

| N. |                      | Ruolo | Calciatore             |
| -- | -------------------- | ----- | ---------------------- |
|    | Spagna (bandiera)    | C     | Enrique Mateos         |
|    | Spagna (bandiera)    | C     | Miguel Muñoz           |
|    | Argentina (bandiera) | C     | Roque Olsen            |
|    | Spagna (bandiera)    | C     | José Antonio Rubio     |
|    | Spagna (bandiera)    | C     | Juan Santisteban       |
|    | Spagna (bandiera)    | C     | Jones Rodriguez Wilson |
|    | Spagna (bandiera)    | A     | Eliodoro Castano       |
|    | Spagna (bandiera)    | A     | Héctor Rial            |
|    | Argentina (bandiera) | A     | Alfredo di Stéfano     |
|    | Spagna (bandiera)    | A     | Joseíto                |
|    | Spagna (bandiera)    | A     | José Luis Pérez-Payá   |
|    | Spagna (bandiera)    | A     | Francisco Gento        |

### Formazione tipo
Modulo tattico: 3-4-3